# Calacadia chilensis
Espèce
Calacadia chilensis est une espèce d'araignées aranéomorphes de la famille des Desidae.

## Distribution
Cette espèce est endémique du Chili. Elle se rencontre dans les régions des Lacs, d'Araucanie et du Biobío.

## Description
La femelle holotype mesure 8,88 mm et le mâle paratype 8,4 mm, les femelles de 5,5 à 10,0 mm.

## Étymologie
Son nom d'espèce, composé de chil[e] et du suffixe latin -ensis, « qui vit dans, qui habite », lui a été donné en référence au lieu de sa découverte, le Chili.

## Publication originale
- Exline, 1960 : Rhoicinine spiders (Pisauridae) of western South America. Proceedings of the California Academy of Sciences, vol. 29, p. 577-620 (texte intégral).